# Darjeeling Himalayan Railway
 (juin 2019).
Si vous disposez d'ouvrages ou d'articles de référence ou si vous connaissez des sites web de qualité traitant du thème abordé ici, merci de compléter l'article en donnant les références utiles à sa vérifiabilité et en les liant à la section « Notes et références ».
Le chemin de fer  Darjeeling Himalayan Railway ou chemin de fer himalayen de Darjeeling — populairement appelé le Toy Train (train jouet) — est une ligne de chemin de fer qui relie Siliguri (gare de 'New Jalpaiguri') à Darjeeling, dans l'État indien du Bengale-Occidental. Construite de 1879 à 1881, elle est classée au patrimoine mondial de l'UNESCO. L'écartement des rails, de type 'voie étroite', est de deux pieds, soit 61 centimètres.

## Historique
En 1878, Franklin Prestage, agent de la Eastern Bengal Railway Company, propose au gouvernement du Bengale de créer une ligne ferroviaire entre Siliguri et Darjeeling. Ashley Eden, le lieutenant-gouverneur, nomme alors un comité pour examiner le projet et confirme la faisabilité et les avantages que le gouvernement et le public peuvent en tirer. Le projet est accepté en 1879 et la construction débute la même année. L'année suivante la ligne atteint Tindharia.

En juillet 1881, la ligne est ouverte dans sa totalité et relie Siliguri à Darjeeling. Le coût des travaux, s'est élevé à 17 501 000 roupies. Sur un parcours de 82 kilomètres la ligne grimpe de 121 à 2076 mètres d'altitude. La raison sociale est Darjeeling Himalayan Railway Company. 

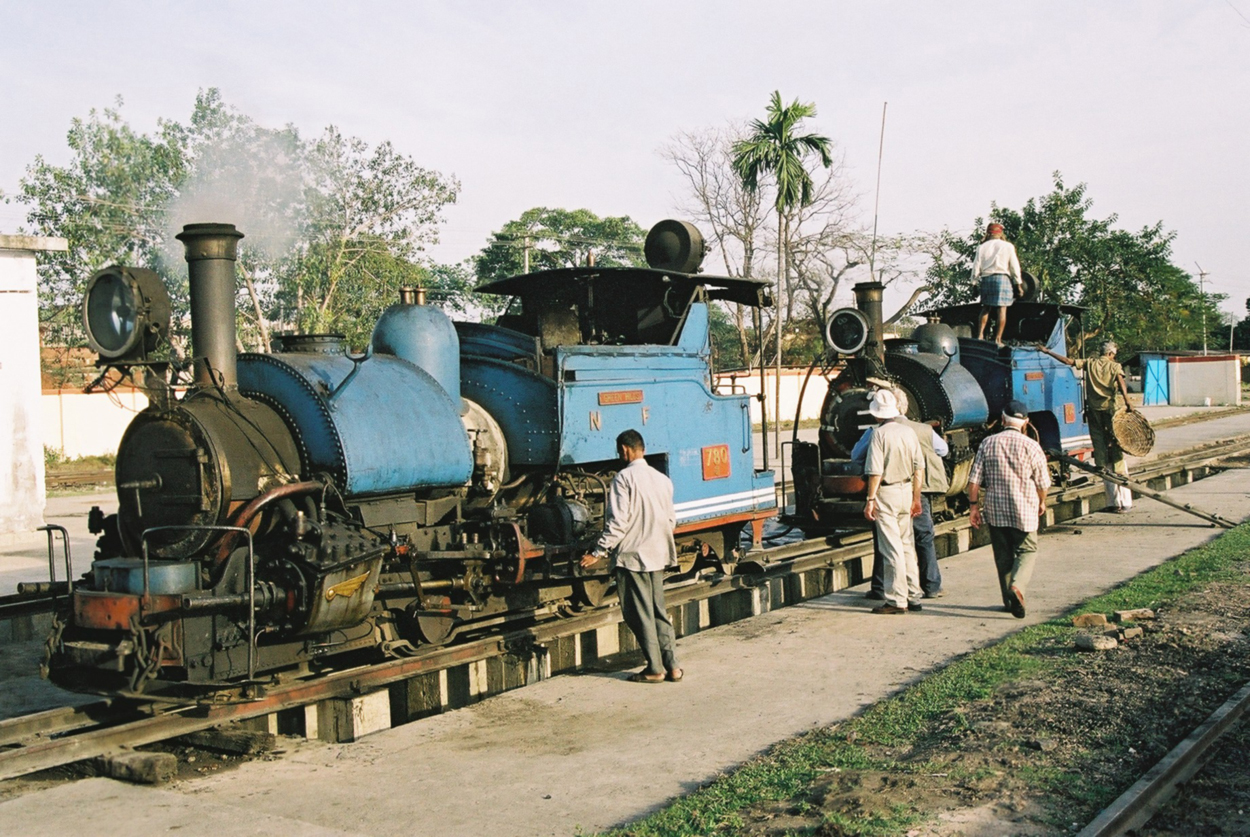
Locomotives 'Sharp Stewart' à Siliguri

Une autre branche, dessert depuis Siliguri la ville de Kishanganj, dans le Bihar, puis en 1915, celle de  Kalimpong dans la vallée de la Teesta. Cependant la section de Siliguri à Kishanganj est modernisée plus tard en une ligne à voie large (1676 mm), permettant son rattachement au réseau des 'Indian Railways'.
En 1950, des glissements de terrain endommagent considérablement la voie entre Siliguri et Kalimpong (vallée de la Teesta) entre les gares de Siliguri et de Geille Khola. Elle ne sera plus jamais remise en service.

## Aspects techniques
La ligne principale de Siliguri à Darjeeling longue de 82 kilomètres atteint une altitude de 2076 mètres. Pour vaincre un tel dénivelé, les ingénieurs ont utilisé plusieurs boucles (appelées « Loops ») comme celle d'Agony Point, où la voie tourne et passe au-dessus d'elle-même et six rebroussements en Z (zig-zag reverse). Le trajet ne comporte cependant aucun tunnel. La voie de chemin de fer longe la route sur sa plus grande partie.
Les machines à vapeur sont spécialement conçues pour ces conditions particulières par la firme anglaise Sharp-Stewart de Glasgow.
Depuis 1915, les ateliers de construction et reparation des locomotives et voitures à voyageurs sont installés à Tindharia. Les voitures voyageurs d'origine, étaient des voitures à deux essieux et faibles empattement, avec un toit de toile et comportant deux bancs en bois en guise de sièges. Plus tard, un modèle de voiture de 26 pieds, soit environ 8 mètres, sera introduite.

## Évolution

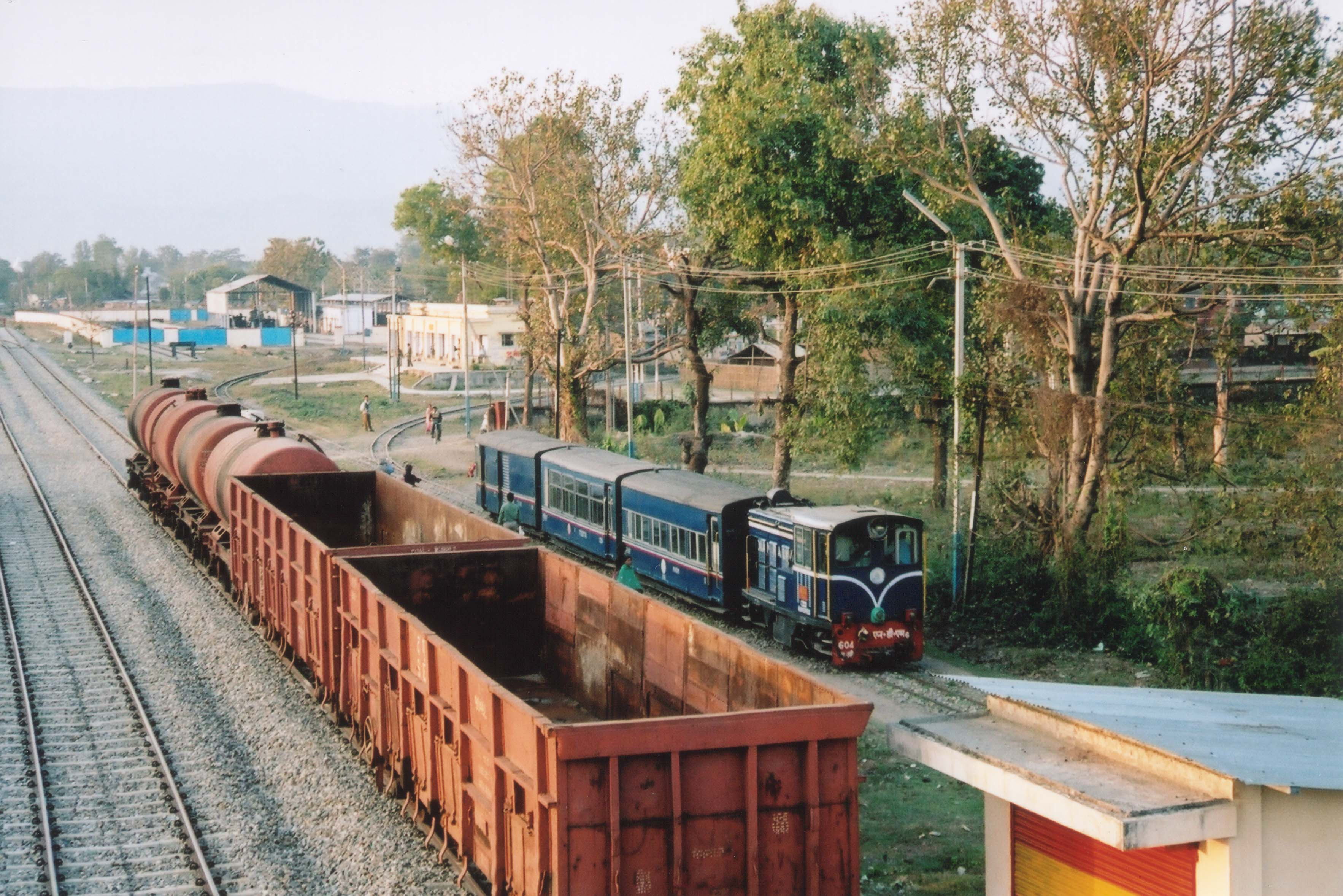
Train diesel quittant Siliguri-Jonction. À gauche, les voies larges des Indian Railways

Le chemin de fer avait la particularité d'être exploité intégralement en traction à vapeur jusqu'aux années 2000. La traction diesel apparait alors pour les trains réguliers. Pour répondre à la forte demande de locomotives à vapeur par les nombreux touristes visitant Darjeeling, une section de Darjeeling à la gare précédente (Kurseong) reste exploitée en traction vapeur.

## Citation
« Quand vous arrivez à Siliguri, vous apercevez sur une paire de rails d'un écartement si mince, si mince, une locomotive si mignonne, si mignonne, comment dirais-je une locomotive-poney, qui se trouve attelée à un petit train. (...)

De tout petits wagons se trouvent là, ajustés à sa taille.
Pour finir, il se peut que vous aperceviez les marchepieds (si l'on peut dire). Une belette, à la rigueur, pourrait les utiliser.
On a même prévu l'éclairage. Mais la lampe manque. Si petite eût-elle été, si l'on en juge d'après la douille, qu'elle n'aurait quand même rien éclairé. »

— Henri Michaux, Un barbare en Asie, Gallimard

## Galerie

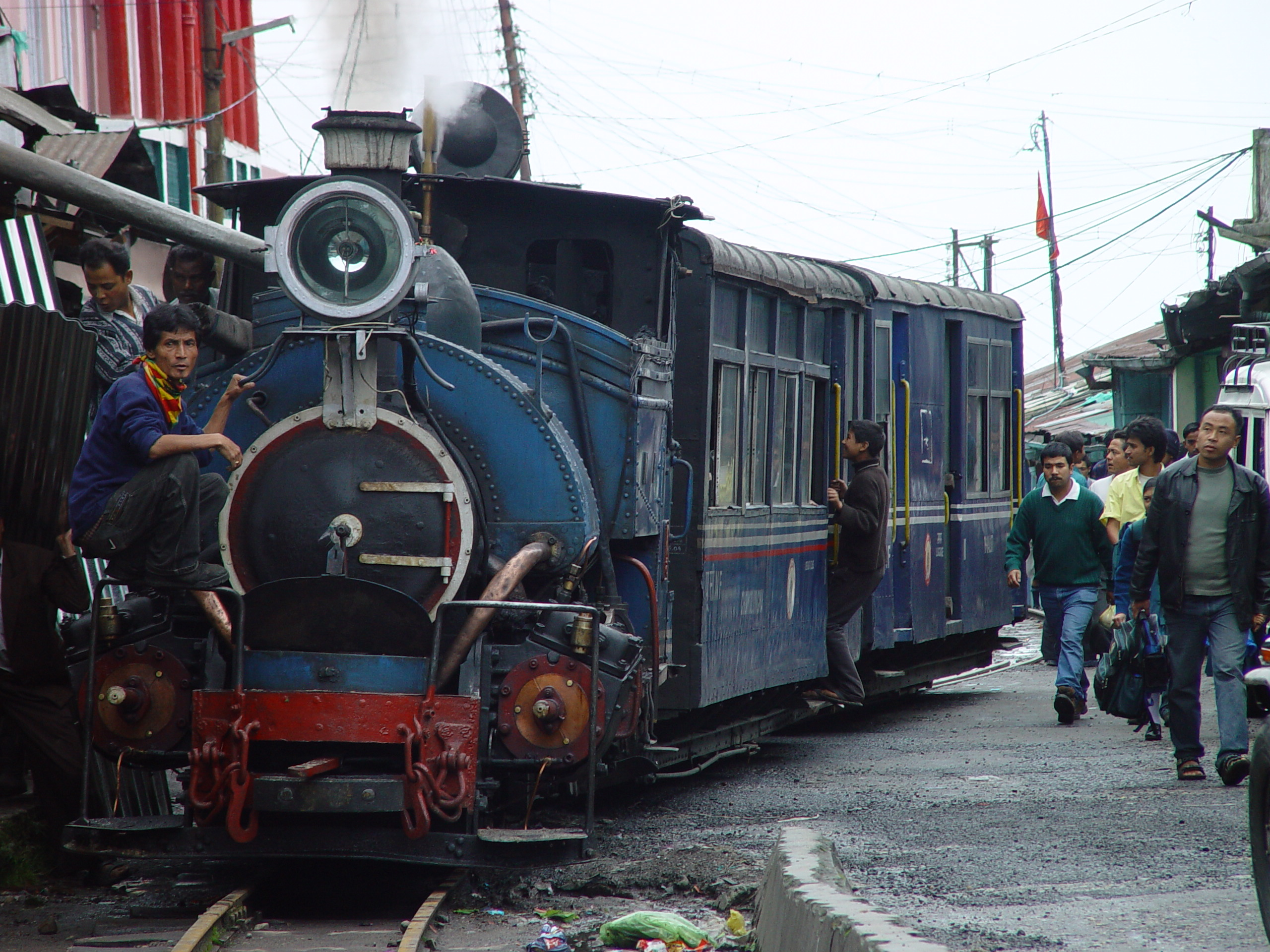
Le train traversant une rue de Darjeeling.
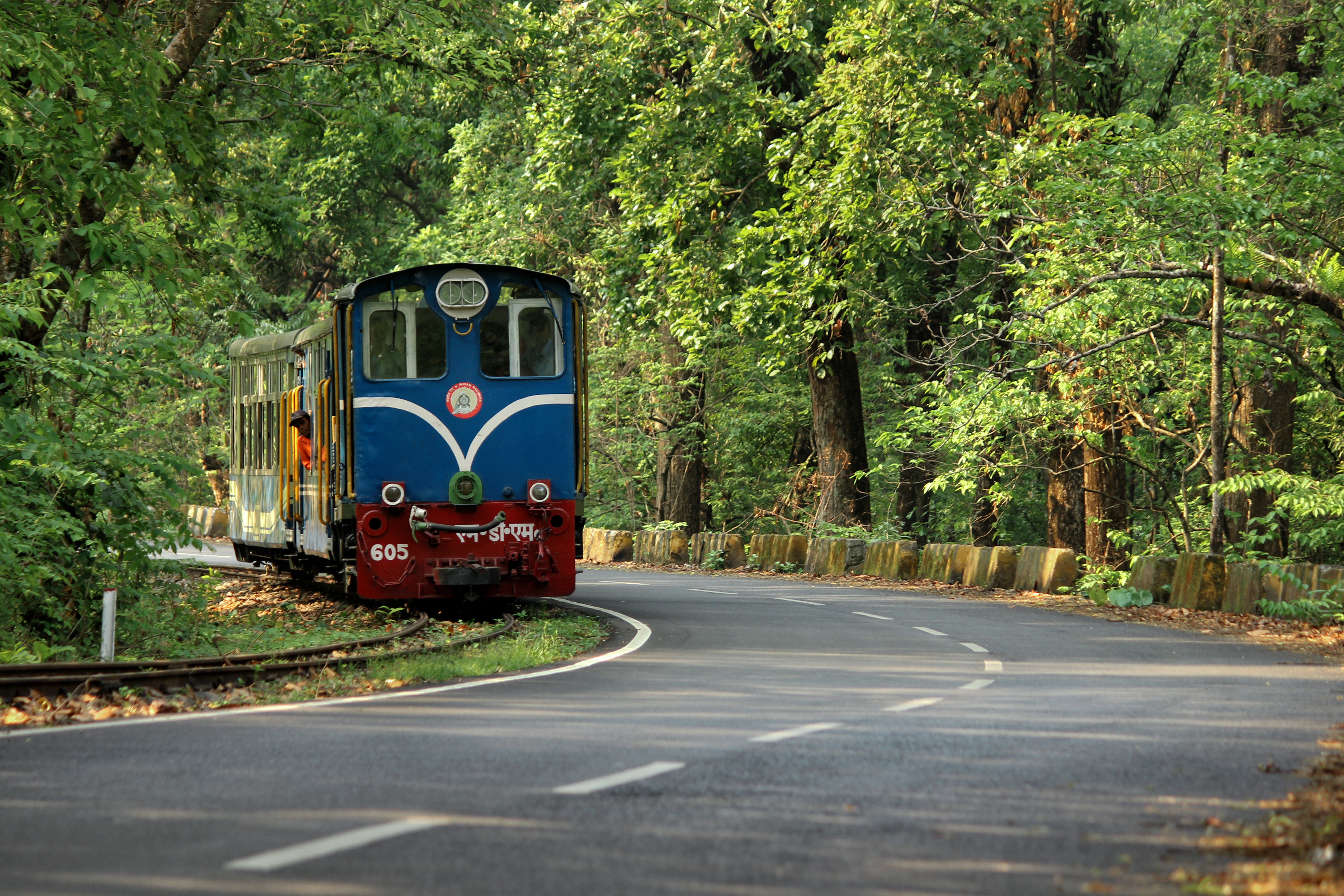
Un train tiré par une locomotive diesel sur les bords d'une route.
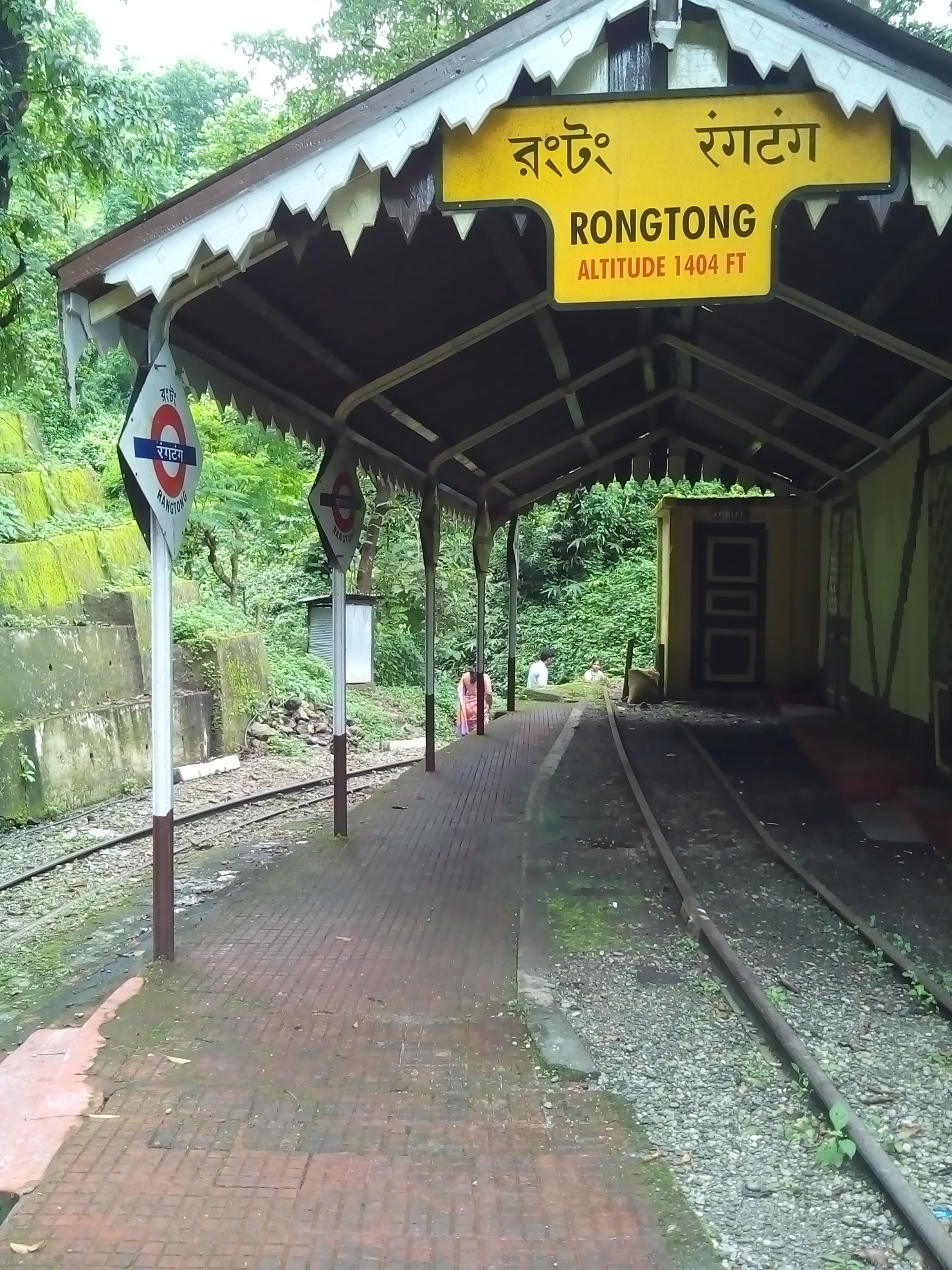
Gare de Rongtong.
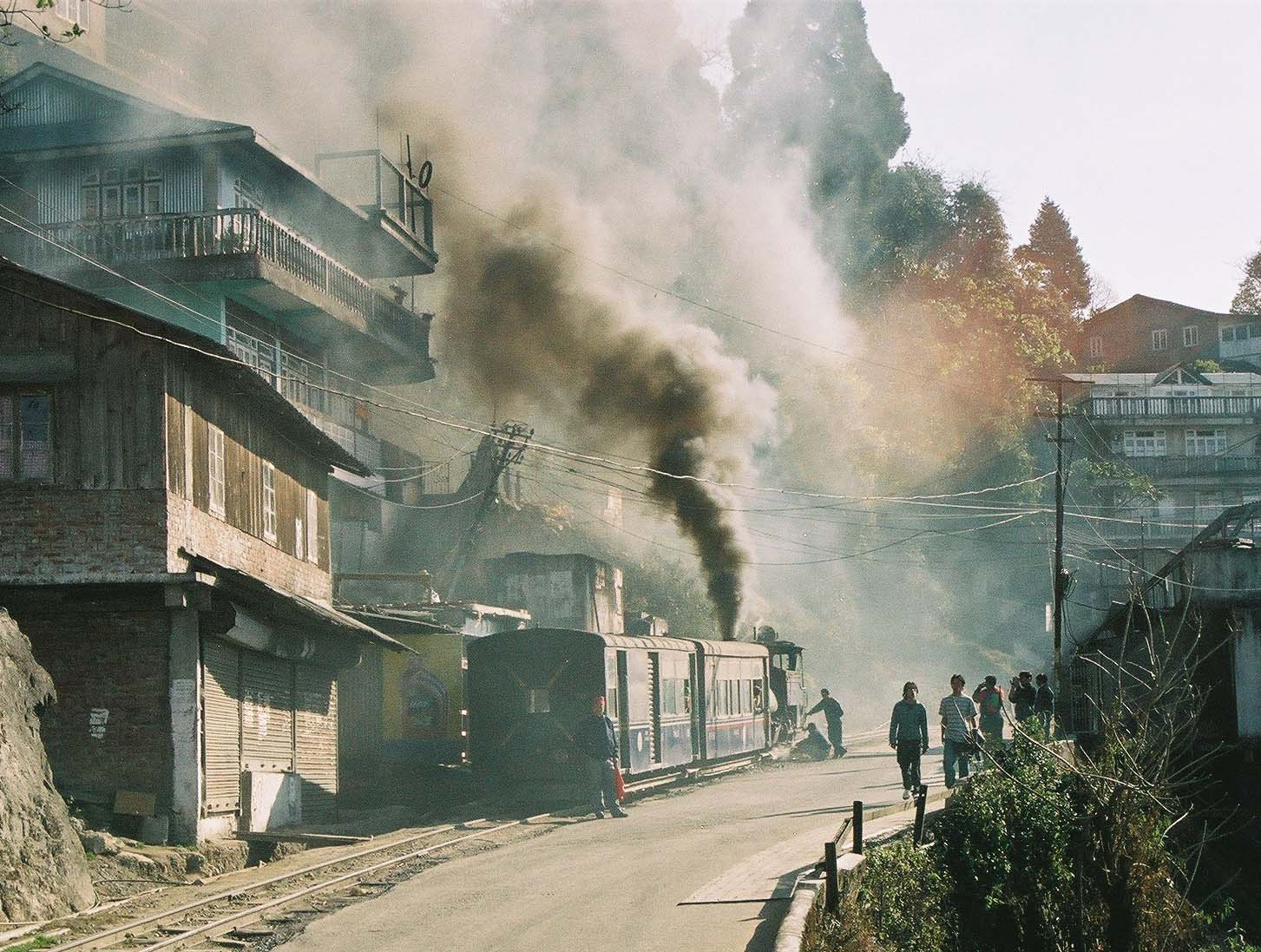
Le train traversant le bazar de la ville de Kurseong.
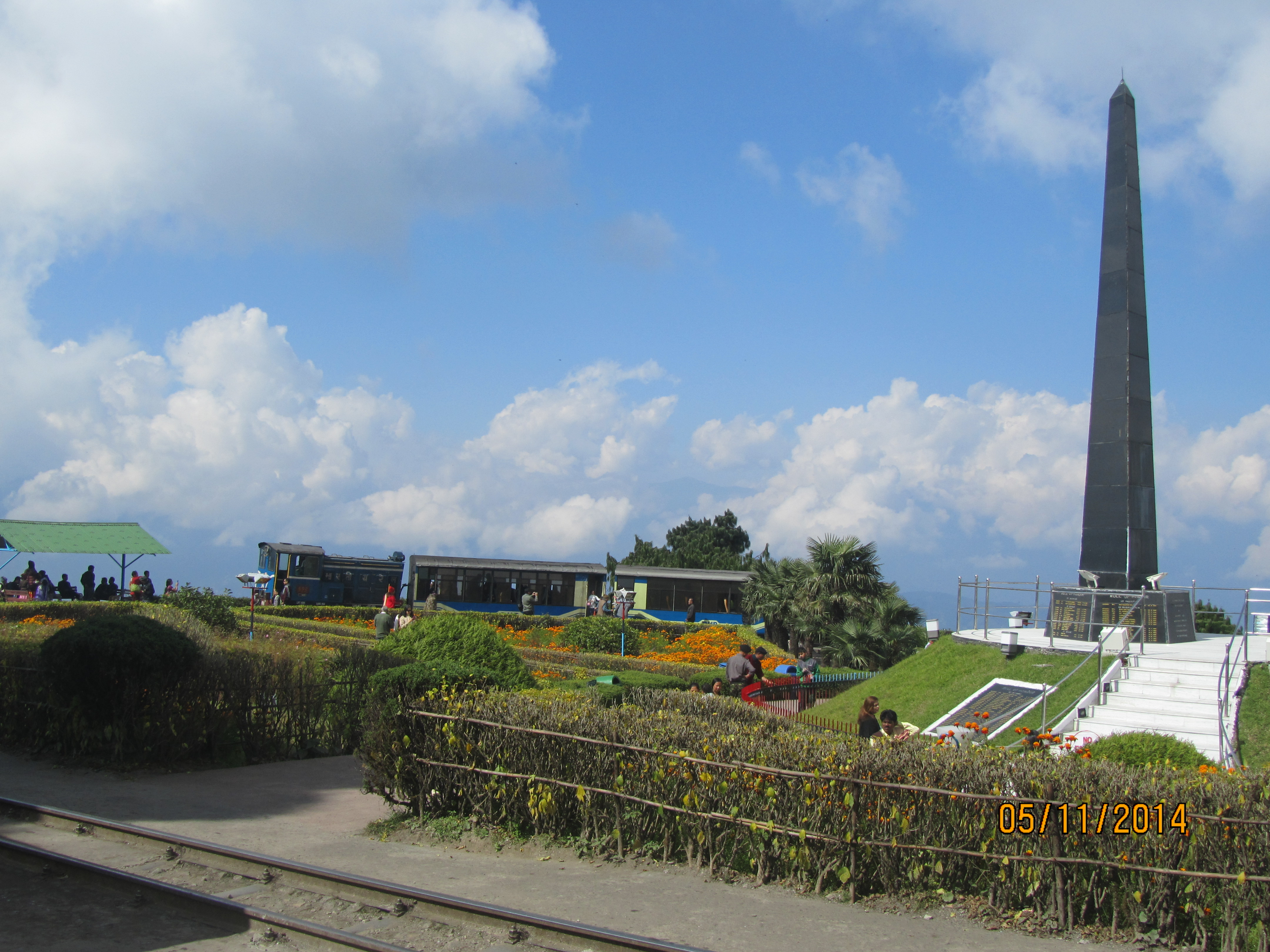
Le Batasia Loop abrite en son centre un mémorial dédié aux soldats gorkhas morts pour le Royaume-Uni.